# Seznam dílů seriálu Doktorka Emily
Toto je seznam dílů seriálu Doktorka Emily. Americký komediálně-dramatický televizní seriál Doktorka Emily měl premiéru v letech 2012–2013 na americké stanici The CW.

## Přehled řad
| Řada | Díly | Premiéra v USA | Premiéra v USA | Premiéra v ČR | Premiéra v ČR  |
| Řada | Díly | První díl      | Poslední díl   | První díl     | Poslední díl   |
| ---- | ---- | -------------- | -------------- | ------------- | -------------- |
| 1    | 13   | 16. října 2012 | 5. února 2013  | 4. ledna 2014 | 15. února 2014 |

## Seznam dílů
| Č. v seriálu | Původní název                       | Český název                    | Režie           | Scénář                        | Premiéra v USA     | Premiéra v ČR  |
| ------------ | ----------------------------------- | ------------------------------ | --------------- | ----------------------------- | ------------------ | -------------- |
| 1            | Pilot                               | —                              | Bharat Nalluri  | Jennie Snyder Urman           | 16. října 2012     | 4. ledna 2014  |
| 2            | Emily and… the Alan Zolman Incident | Emily a příhoda ze střední     | Bharat Nalluri  | Jennie Snyder Urman           | 23. října 2012     | 5. ledna 2014  |
| 3            | Emily and… the Outbreak             | Emily a epidemie               | David Warren    | Joanna Johnson                | 30. října 2012     | 11. ledna 2014 |
| 4            | Emily and… the Predator             | Emily a dračice                | Bharat Nalluri  | John C. Kelley                | 13. listopadu 2012 | 12. ledna 2014 |
| 5            | Emily and… the Tell-Tale Heart      | Emily a pocit viny             | Howard Deutch   | David Babcock                 | 20. listopadu 2012 | 18. ledna 2014 |
| 6            | Emily and… the Question of Faith    | Emily a otázka víry            | Jamie Babbit    | Paul Sciarrotta               | 27. listopadu 2012 | 19. ledna 2014 |
| 7            | Emily and… the Good and the Bad     | Emily a dobro a zlo            | Elizabeth Allen | Caitlin Parrish               | 4. prosince 2012   | 25. ledna 2014 |
| 8            | Emily and… the Car and the Cards    | Emily a autonehoda             | Stuart Gillard  | Mo Masi a Jennie Snyder Urman | 1. ledna 2013      | 26. ledna 2014 |
| 9            | Emily and… the Love of Larping      | Emily a král elfů              | Arlene Sanford  | Ben Zaretsky                  | 8. ledna 2013      | 1. února 2014  |
| 10           | Emily and… the Social Experiment    | Emily a společenský experiment | Bharat Nalluri  | John C. Kelley                | 15. ledna 2013     | 2. února 2014  |
| 11           | Emily and… the Teapot               | Emily a čajová konvice         | Anton Cropper   | Joanna Johnson                | 22. ledna 2013     | 8. února 2014  |
| 12           | Emily and… the Perfect Storm        | Emily a sněhová bouře          | Larry Shaw      | David Babcock                 | 29. ledna 2013     | 9. února 2014  |
| 13           | Emily and… the Leap                 | Emily a velký skok             | Jann Turner     | Paul Sciarrotta               | 5. února 2013      | 15. února 2014 |